# Listă de conducători de stat din 1173
1169 - 1170 - 1171 - 1172 - 1173 - 1174 - 1175 - 1176 - 1177
Aceasta este o listă a conducătorilor de stat din anul 1173:

## Europa
- Almohazii: Abu Iakub Iusuf I ibn Abd al-Mumin (conducător din dinastia Almihazilor, 1163-1184; emir, din 1168)
- Anglia: Henric al II-lea (rege din dinastia Plantagenet, 1154-1189; totodată, conte de Anjou, 1151-1189; totodată, duce de Normandia, 1151-1189; totodată, duce de Aquitania, 1152-1168)
- Anjou: Henric Plantagenet (conte, 1151-1189; totodată, duce de Normandia, 1151-1189; totodată, duce de Aquitania, 1152-1168; ulterior, rege al Angliei, 1154-1189)
- Aquitania: Richard Inimă de Leu (duce, 1168-1196; ulterior, rege al Angliei, 1189-1199; ulterior, conte de Anjou, 1189-1199; ulterior, duce de Normandia, 1189-1199)
- Aragon: Alfonso al II-lea cel Neprihănit (rege din dinastia de Barcelona, 1162-1196)
- Austria: Henric al II-lea Jasomirgott (margraf din dinastia Babenberg, 1141-1177; duce, din 1156; totodată, duce de Bavaria, 1141-1156)
- Bavaria: Henric al XII-lea Leul (duce din dinastia Welfilor, 1156-1180; totodată, duce de Saxonia, 1142-1180)
- Bizanț: Manuel I (împărat din dinastia Comnenilor, 1143-1180)
- Bosnia-Herțegovina, statul Zahumlja: Miroslav (duce, după 1165-1198)
- Brabant: Godefroi al III-lea (duce, 1142-1190)
- Brandenburg: Otto I (margraf din dinastia Askaniană, 1170-1184)
- Bretagne: Constance (ducesă, 1166-1201) și Geoffroi al II-lea Plantagenet (1166-1186)
- Burgundia: Hugues al III-lea (duce din dinastia Capețiană, 1162-1192)
- Castilia: Alfonso al VIII-lea (rege, 1158-1214)
- Cehia: Bedrich (cneaz din dinastia Premysl, 1173, 1178-1189) și Sobeslav al II-lea (cneaz din dinastia Premysl, 1173-1178)
- Champagne: Henric I Liberalul (conte din casa de Blois-Champagne, 1152-1181)
- Danemarca: Valdemar I cel Mare (rege din dinastia Valdemar, 1147-1182)
- Flandra: Filip de Alsacia (conte din dinastia de Alsacia, 1168-1191)
- Franța: Ludovic al VII-lea cel Tânăr (rege din dinastia Capețiană, 1137-1180; totodată, duce de Aquitania, 1137-1152)
- Germania: Frederic I Barbarossa (rege din dinastia Hohenstaufen, 1152-1190; ulterior, împărat occidental, 1155-1190)
- Gruzia: Gheorghe al III-lea (rege din dinastia Bagratizilor, 1156-1184)
- Hainaut: Balduin al V-lea (conte din casa de Flandra, 1171-1195; ulterior, conte de Flandra, 1191-1195)
- Halici-Volânia: Roman Mstislavici (cneaz, 1170-1205; mare cneaz, din 1203)
- Imperiul occidental: Frederic I Barbarossa (împărat din dinastia Hohenstaufen, 1155-1190; totodată, rege al Germaniei, 1152-1190)
- Istria: Engelbert al III-lea (margraf din casa de Sponheim, 1124-1173; totodată, margraf de Carniola, 1124-1173; ulterior, margraf de Toscana, 1135-1137; ulterior, duce de Spoleto, 1135-1137) și Berthold I (margraf din casa de Andechs, 1173-1188; totodată, margraf de Carniola, 1173-1188)
- Leon: Ferdinand al II-lea cel Mare (rege, 1157-1188)
- Lorena Superioară: Mathieu I (duce din casa Lorena-Alsacia, 1139-1176)
- Luxemburg: Henric al II-lea cel Orb (conte, înainte de 1138-1196)
- Merania: Conrad al II-lea (duce, 1159-1182; ulterior, conte de Dachau)
- Montferrat: Guglielmo al III-lea cel Bătrân (margraf din casa lui Aleramo, cca. 1135-1190)
- Muntenegru, statul Zeta: Mihail (principe, înainte de 1173-1189)
- Navarra: Sancho al VI-lea cel Înțelept (rege, 1150-1194)
- Normandia: Henric al II-lea (duce, 1151-1189; totodată, conte de Anjou, 1151-1189; totodată, duce de Aquitania, 1152-1168; ulterior, rege al Angliei, 1154-1189)
- Norvegia: Magnus al V-lea Erlingsson (rege, 1162-1184)
- Olanda: Floris al III-lea (conte, 1157-1190)
- Polonia: Boleslaw al IV-lea cel cu Părul Creț (mare cneaz din dinastia Piasti, 1146-1173) și Mieszko al III-lea cel Bătrân (mare cneaz din dinastia Piasti, 1173-1177, 1190-1191, 1198 sau 1199-1201, 1202)
- Portugalia: Afonso I Henriques (conte din dinastia de Burgundia, 1114-1185; rege, din 1143)
- Reazan: Gleb Rostislavici (cneaz, 1161-cca. 1178)
- Savoia: Humbert al III-lea cel Puternic (conte, 1148-1189)
- Saxonia: Henric al III-lea Leul (duce din dinastia Welfilor, 1142-1180; ulterior, duce de Bavaria, 1156-1180)
- Saxonia: Otto al II-lea cel Bogat (margraf din dinastia de Wettin, 1156-1190)
- Scoția: William I Leul (rege, 1165-1214)
- Serbia: Ștefan Nemanja (mare jupan din dinastia Nemanja, cca. 1170-1196)
- Sicilia: Guillaume al II-lea cel Bun (rege din dinastia de Hauteville, 1166-1189)
- Spoleto: Welf al VI-lea (duce din dinastia Welfilor, 1152-1160, 1167-1173; totodată, margraf de Toscana, 1152-1160, 1167-1173) și Ridelulf (duce, 1173-1183)
- Statul papal: Alexandru al III-lea (papă, 1159-1181) și Calixtus al III-lea (antipapă, 1168-1178)
- Suedia: Knut Eriksson (rege din dinastia Sverker, cca. 1167-1195/1196)
- Toscana: Welf_al_VI-lea (margraf din dinastia Welfilor, 1152-1160, 1167-1173; totodată, duce de Spoleto, 1152-1160, 1167-1173) și Christian de Mainz (vicar imperial, 1163-1173; totodată, arhiepiscop de Mainz)
- Toulouse: Raimond al V-lea (conte, 1148-1194)
- Ungaria: Bela al III-lea (rege din dinastia Arpadiană, 1172-1196)
- Veneția: Sebastiano Ziani (doge, 1172-1178)
- Verona: Herman al IV-lea (margraf din casa de Baden, 1160-1190; totodată, margraf de Baden, 1160-1190)
- Vladimir-Suzdal: Andrei I Iurievici Bogoliubksi (mare cneaz, 1157-1174; ulterior, mare cneaz de Kiev, 1169)

## Africa
- Almohazii: Abu Iakub Iusuf I ibn Abd al-Mumin (conducător din dinastia Almihazilor, 1163-1184; emir, din 1168)
- Ayyubizii din Egipt: al-Malik an-Nasr I Salah ad-Din Iusuf ibn Ayyub (Saladin) (sultan din dinastia Ayyubizilor, 1171-1193)
- Benin: Oranmiyan (obba, cca. 1170-cca. 1200)
- Kanem-Bornu: Biri I (sultan, cca. 1150-cca. 1176)

## Asia

### Orientul Apropiat
- Antiohia: Bohemond al III-lea cel Gângav (principe, 1163-1201)
- Armenia Mică: Mleh (principe din dinastia Rubenizilor, 1170-1175)
- Ayyubizii din Egipt: al-Malik an-Nasr I Salah ad-Din Iusuf ibn Ayyub (Saladin) (sultan din dinastia Ayyubizilor, 1171-1193)
- Bizanț: Manuel I (împărat din dinastia Comnenilor, 1143-1180)
- Califatul abbasid: Abu Muhammad al-Hassan al-Mustadi ibn al-Mustandjid (calif din dinastia Abbasizilor, 1170-1180)
- Ghaznavizii: Tadj ad-Daula Husrau Malik ibn Husrau Șah (sultan din dinastia Ghaznavizilor, 1160-1187)
- Ghurizii: Șams ad-Din (apoi Ghias ad-Din) Muhammad ibn Sam (sultan din dinastia Ghurizilor, 1163-1203)
- Ghurizii din Bahmian și Toharistan: Șams ad-Din Muhammad ibn Masud (sultan din dinastia Ghurizilor, 1163-1192)
- Ierusalim: Amaury I (rege, 1163-1174)
- Selgiucizii din Irak: Arslan Șah ibn Toghrul (sultan din dinastia Selgiucizilor, 1161-1177)
- Selgiucizii din Kerman: Bahram Șah ibn Toghrul Șah (sultan din dinastia Selgiucizilor, 1169/1170-1175)
- Selgiucizii din Konya: Izza ad-Din Kilic Arslan al II-lea ibn Masud (sultan din dinastia Selgiucizilor, 1156-1192)

### Orientul Îndepărtat
- Birmania, statul Pagan: Naratheinhka (rege din dinastia Constructorilor de Temple, 1170-1173) și Narapatisithu (rege din dinastia Constructorilor de Temple, 1173-1210)
- Cambodgea, Imperiul Kambujadesa (Angkor): Tribhuvanadity avarman (uzurpator, 1165-1177)
- Cambodgea, statul Tjampa: Jaya Indravarman al IV-lea (uzurpator, 1167?-1190)
- China: Xiaozong (împărat din dinastia Song de sud, 1163-1189)
- China, Imperiul Jurchenilor: Shizong (împărat din dinastia Jin, 1161-1189)
- China, Imperiul Liao de vest: Chengtian Hou (împărăteasă, 1164-1177)
- China, Imperiul Xia de vest: Renzong (împărat, 1140-1193)
- Coreea, statul Koryo: Myonjong (Wang H0) (rege din dinastia Wang, 1171-1197)
- Ghaznavizii: Tadj ad-Daula Husrau Malik ibn Husrau Șah (sultan din dinastia Ghaznavizilor, 1160-1187)
- Ghurizii: Șams ad-Din (apoi Ghias ad-Din) Muhammad ibn Sam (sultan din dinastia Ghurizilor, 1163-1203)
- Ghurizii din Bahmian și Toharistan: Șams ad-Din Muhammad ibn Masud (sultan din dinastia Ghurizilor, 1163-1192)
- India, statul Chalukya apuseană: Jagadekamalla al III-lea (rege, 1163-1183)
- India, statul Chola: Rajaraja al II-lea (rege, 1150-1173) și Rajadhiraja al II-lea (rege, 1163 sau 1166-1179 sau 1182)
- India, statul Hoysala: Narasimhadeva I (rege, 1152-1173) și Ballala al II-lea (rege, 1173-1220)
- Japonia: Takakura (împărat, 1168-1180)
- Kashmir: Vopyadeva (rege din dinastia Vopyadeva, 1171-1180)
- Nepal: Rudradeva al II-lea (rege din dinastia Thakuri, 1147-1175)
- Sri Lanka: Parakkamabahu I cel Mare (rege din dinastia Silakala, 1153-1186)
- Vietnam, statul Dai Co Viet: My Anh-tong (rege din dinastia Ly târzie, 1138-1175)